# Карлос Сальсідо
Карлос Сальсідо (ісп. Carlos Salcido, нар. 2 квітня 1980, Халіско) — мексиканський футболіст, лівий захисник клубу «Гвадалахара».
Виступав за мексиканські клуби «Гвадалахара» та «УАНЛ Тигрес», нідерландський ПСВ і англійський «Фулгем», а також національну збірну Мексики. У складі збірної — володар Золотого кубка КОНКАКАФ та олімпійський чемпіон.

## Клубна кар'єра
У дорослому футболі дебютував 2001 року виступами за команду «Гвадалахара», в якій провів п'ять сезонів, взявши участь у 105 матчах чемпіонату. Більшість часу, проведеного у складі «Гвадалахари», був основним гравцем захисту команди. 
Своєю грою за цю команду привернув увагу представників нідерландського клубу ПСВ, до складу якого приєднався 2006 року. Відіграв за команду з Ейндговена наступні чотири сезони своєї ігрової кар'єри. Граючи у складі ПСВ також здебільшого виходив на поле в основному складі команди і став з клубом дворазовим чемпіоном Нідерландів та володарем Суперкубка Нідерландів. 
2010 року перейшов до англійського клубу «Фулгем», проте закріпитись в Прем'єр-лізі не зумів і вже наступного року був відданий в оренду в «УАНЛ Тигрес», який по завершенні сезону викупив контракт гравця.
До складу клубу «Гвадалахара» приєднався 2014 року. Відтоді встиг відіграти за команду з Гвадалахари 47 матчів в національному чемпіонаті.

## Виступи за збірну
8 вересня 2004 року дебютував у складі національної збірної. У відбірковому матчі на чемпіонат світу мексиканці перемогли збірну Тринідаду і Тобаго 3:1. 
У складі збірної був учасником двох чемпіонатів світу: 2006 року у Німеччині та 2010 року у ПАР. Брав участь у розіграшу кубку конфедерацій 2005 року у Німеччині. У півфінальному матчі проти Аргентини забив свій перший гол у складі збірної. Також був учасником розіграшу Кубка конфедерацій 2013 року у Бразилії. На двох турнірах Золотого кубка КОНКАКАФ виграв золоту (2011 рік) та срібну (2007) нагороди.
У складі олімпійської збірної Мексики — учасник футбольного турніру на Олімпійських іграх 2012 року у Лондоні, де мексиканці стали олімпійськими чемпіонами.
Всього провів у формі головної команди країни 124 матчі, забивши 10 голів.

## Титули і досягнення
- Олімпійський чемпіон (1): 2012
- Володар Золотого кубка КОНКАКАФ (1): 2011
- Фіналіст Золотого кубка КОНКАКАФ (1): 2007
- Чемпіон Нідерландів (2): 2006–07, 2007–08
- Володар суперкубка Нідерландів (1): 2008
- Переможець Ліги чемпіонів КОНКАКАФ (1): 2018